# Rezandovoy
Rezandovoy es un proyecto digital de la provincia española de la orden religiosa católica de los jesuitas, que ofrece una oración en línea en audio mp3 con el evangelio diario de la Liturgia de la Iglesia católica, música y comentarios de carácter espiritual. Adquirió notoriedad porque en enero de 2012 fue galardonado con el Premio Bravo de Nuevas Tecnologías otorgado por la Conferencia Episcopal Española, a propuesta del Arzobispo de Valladolid, Ricardo Blázquez Pérez.
Fue creado en 2011 por la oficina SJDigital de Valladolid (España) y está dirigido a todo el mundo de habla hispana. Según datos de la propia Rezandovoy, su servidor mostraba en enero de 2015 un nivel de tráfico equivalente a 100.000 oraciones descargadas cada día, pero no existen estadísticas fiables del número de usuarios.
El proyecto de Rezandovoy se inspira en una idea original de los jesuitas ingleses, que en 2006 crearon el sitio web Pray-as-you-go. Además de la versión española, existen también versiones portuguesa (Passo a rezar),  vietnamita (Phút cãu nguyên), polaca (Modlitwa w drodze) y húngara (Napi-útra-való)[cita requerida].
Ofrece grabaciones diarias de lunes a viernes y una grabación para el fin de semana. Además, en la web se proponen otro tipo de oraciones especiales, así como una sección específica para niños. Las oraciones pueden escucharse en el ordenador o en dispositivos móviles. Existen aplicaciones gratuitas de Rezandovoy para dispositivos con sistema operativo iOS y Android.